# ماي وين
ماي وين (بالإنجليزية: May Wynn) هي راقصة وممثلة أمريكية، ولدت في 8 يناير 1930 في نيويورك في الولايات المتحدة.تزوجت وين من الممثل جاك كيلي في كورتسايت، أريزونا، وانفصل الزوجان في عام 1964. وتزوجت من زوجها الثاني جاك دبليو. كوستر من عام 1968 حتى عام 1979.

## وصلات خارجية
- ماي وين على موقع IMDb (الإنجليزية)
- ماي وين على موقع ألو سيني (الفرنسية)
- ماي وين على موقع أول موفي (الإنجليزية)
- ماي وين على موقع قاعدة بيانات الأفلام السويدية (السويدية)
- ماي وين على موقع إن إن دي بي (الإنجليزية)
- ماي وين على موقع قاعدة بيانات الفيلم (الإنجليزية)
- ماي وين على موقع كينوبويسك (الروسية)